# Ropi
Ropi (nordsamiska: Roahpp) är ett berg i kommunen Enontekis i Lappland, Finland. Berget är 945 meter högt.